# Chemogoh Kevin Dzang
Chemogoh Kevin Dzanq fue un militar y diplomático ghanés hijo del fallecido С. C. Dzang.
- De 1960 a 1977 fue oficial naval de Ghana.
- De 1968 a 1970 fue director del Personal de Administración y director de la marina de guerra.
- De 1970 a 1972 fue oficial senior de la Marina.
- De 1973 a 1977 fue Jefe de Personal del Ghana Navy.
- Del 22 de octubre de 1983 a 1983 fue Alto Comisionado en Canberra (Australia), con acreditaciones concurrentes en Kuala Lumpur (Malasia), Yakarta (Indonesia) y Puerto Moresby (Papúa Nueva Guinea).
- De 1983 a 1985 fue  secretario de Defensa en el Provisional National Defence Council (De 31 de diciembre de 1981 a 7 de enero de, de 1993 ).
- De 1994 a 1995 fue embajador en Tokio con acreditaciones concurrentes en la región de Asia Pacífico.[1]